# Rio Vascão
De Rio Vascão of Ribeira do Vascão is een rivier in het zuiden van Portugal. De rivier ontspringt op ongeveer 550 meter hoogte in het bergland van de Serra do Caldeirão en mondt op ongeveer 10 meter hoogte uit in de Guadiana. De rivier stroomt in oostelijke richting en vormt voor het grootste deel van zijn loop de grens tussen de provincies Alentejo en Algarve. Het is de langste rivier in Portugal zonder stuwdammen met een totale lengte van ongeveer 69 kilometer. Het stroomgebied met een oppervlakte van 443,31 km² is sinds 3 december 2012 aangewezen
als Ramsargebied. In de rivier leven grote aantallen zoetwatervissen waarvan de soorten bedreigd zijn, zoals de Europese aal (Anguilla anguilla), de zeeprik (Petromyzon marinus) en de in Portugal zogenoemde saramugo (Anaecypris hispanica). Kleinere bronrivieren in de bovenloop van de Rio Vascão zijn de Ribeira do Vascanito en de Ribeira do Vasconsilho.